# Серрунгарина
Серрунгарина, Серрунґарина (італ. Serrungarina) — муніципалітет в Італії, у регіоні Марке,  провінція Пезаро і Урбіно.
Серрунгарина розташована на відстані близько 210 км на північ від Рима, 55 км на захід від Анкони, 19 км на південь від Пезаро, 20 км на схід від Урбіно.
Населення — 2629 осіб (2014).
Щорічний фестиваль відбувається 17 січня. Покровителі — святий Антоній Великий.

## Демографія
Населення за роками:

Станом на 1 січня 2023 року в муніципалітеті офіційно проживало 910 іноземців з 57 країн, серед них 186 громадян країн Євросоюзу та 21 громадянин України.

## Сусідні муніципалітети
- Карточето
- Момбароччо
- Монтечиккардо
- Монтефельчино
- Монтемаджоре-аль-Метауро
- Орчано-ді-Пезаро
- Сальтара
- Сант'Іпполіто